# 1916 no carnaval
Nesta página encontrará referências aos acontecimentos directamente relacionados com o carnaval ocorridos durante o ano de 1916.

## Nascimentos
| Data          | Nome          | Profissão                | Nacionalidade | Observações | Ref |
| ------------- | ------------- | ------------------------ | ------------- | ----------- | --- |
| 10 de Janeiro | Clóvis Bornay | museólogo e carnavalesco | Brasil        | m. 2005     |     |

## Mortes
| Data | Nome | Profissão | Nacionalidade | Observações | Ref |
| ---- | ---- | --------- | ------------- | ----------- | --- |